# Malajczukia novae-zelandiae
Malajczukia novae-zelandiae är en svampart som först beskrevs av Gordon Herriot Cunningham, och fick sitt nu gällande namn av Trappe & Castellano 1992. Malajczukia novae-zelandiae ingår i släktet Malajczukia och familjen Mesophelliaceae.   Inga underarter finns listade i Catalogue of Life.